# LHS 2924
LHS 2924 — ультрахолодный красный карлик, расположенный в созвездии Волопаса, в 35,845 световых годах от Земли. Увидеть LHS 2924 с Земли очень сложно, потому что звезда очень тусклая и имеет видимую звёздную величину в видимом излучении всего 19,35. Из-за своей тусклости LHS 2924 была обнаружена только в 1983 году, и это была наименее массивная звезда, известная на момент её открытия, она меньше по размеру и менее яркая, чем VB 10, которая до открытия LHS 2924 была наименее массивной и яркой звездой. LHS 2924 является основным примером для спектрального класса M9V.